# 355 Gabriella
355 Gabriella là một tiểu hành tinh ở vành đai chính. Nó được Auguste Charlois phát hiện ngày 20.01.1893 ở Nice, và được đặt theo tên nhà thiên văn học người Pháp Gabrielle Flammarion.